# Synagoga Szymona Frenkela w Łodzi
Synagoga Szymona Frenkela w Łodzi – prywatny dom modlitwy znajdujący się w Łodzi przy ulicy Północnej 25.
Synagoga została zbudowana w 1902 roku z inicjatywy Szymona Frenkela. Mogła ona pomieścić 35 osób. Podczas II wojny światowej hitlerowcy zdewastowali synagogę.